# Cristaserolis marplatensis
Cristaserolis marplatensis är en kräftdjursart som först beskrevs av Bastida och Torti 1970.  Cristaserolis marplatensis ingår i släktet Cristaserolis och familjen Serolidae. Inga underarter finns listade i Catalogue of Life.